# 慕尼黑地铁5号线
慕尼黑地铁5号线（U-Bahn-Linie 5 München）全长15公里，共设有地18座车站。起始站分别为莱姆广场站到新佩拉赫南站。在高峰时段，地铁4号线和5号线共线段的运行间隔为5分钟。